# University of Virginia (Virginia)
University of Virginia è un census-designated place (CDP) degli Stati Uniti d'America, situato nello stato della Virginia, nella contea di Albemarle. Secondo il censimento del 2020 gli abitanti di University of Virginia ammontavano a 7 909.